# Zorka de Montenegro
Ljubica Karađorđević (em servo: Љубица Карађорђевић; Cetinje, 23 de dezembro de 1864 – Cetinje, 16 de março de 1890) foi a esposa do príncipe Pedro da Sérvia e mãe do rei Alexandre I da Iugoslávia. Nascida princesa Zorka de Montenegro, era a primogénita do rei Nicolau I de Montenegro com sua esposa Milena Vukotić.

## Nascimento e família

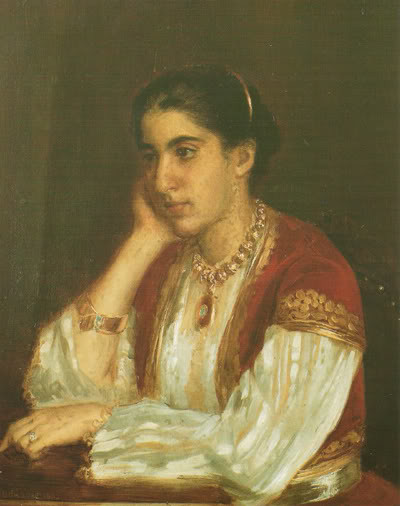
Zorka quando criança

Nascida em Cetinje, no Principado de Montenegro quando o seu pai Nicolau I era já príncipe reinante após a morte do seu tio Danilo II, Zorka foi educada na Rússia antes de regressar ao seu país natal para ficar noiva do futuro rei da Jugoslávia. A habilidade do pai de Zorka para arranjar os casamentos das suas filhas beneficiou a sua posição. Duas das irmãs de Zorka (Anastásia e Milica) casaram-se com Grão-duques russos e a sua irmã Helena casou-se com o futuro rei Victor Emanuel III da Itália.

## Casamento e filhos
Descrita como “exuberante” por um comentador, Zorka casou-se com o príncipe Pedro da Sérvia no Mosteiro de Cetinje em Cetinje no dia 1 de Agosto de 1883 numa cerimônia ortodoxa.
O casal teve 5 filhos:
- Helena (1884–1962), casada com João Constantinovich da Rússia, com descendência;
- Milena (1886–1887), morreu na infância;
- Jorge (1887–1972)
- Alexandre (1888–1934) Rei da Iugoslávia, casado com as princesa Maria da Romênia, com descendência;
- André (nascido e morto a 16 de março de 1890)

## Morte
Zorka morreu com apenas 25 anos de idade no dia 16 de março de 1890 em Cetinje devido a complicações no parto do seu quinto filho André que também morreu no mesmo dia. Foi enterrada na Igreja de São Jorge em Topola, na Sérvia.
O seu pai, o Príncipe reinante, tomou o título de Rei de Montenegro em 1910.
Zorka não viveu para ver o sofrimento do seu filho Jorge, herdeiro ao trono da Sérbia, ao ser forçado a abdicar dos seus direitos ao trono após pontapear uma criada até à morte e subsequentemente ser declarado louco. Assim, foi o seu filho mais novo, Alexandre, que subiu ao trono, depositando o seu avô Nicolau I para unir Montenegro ao seu reino.